# 1999年12月18日大阪城ホール
『1999年12月18日大阪城ホール』（1999ねん12がつ18にちおおさかじょうホール）は、Dir en greyのライブDVD。2000年3月17日発売。

## 解説
- 題の通り、1999年12月18日での大阪城ホールでのライブ模様が収録されている。
- 初期作品から『GAUZE』、「脈」にかけての20曲が演奏された。

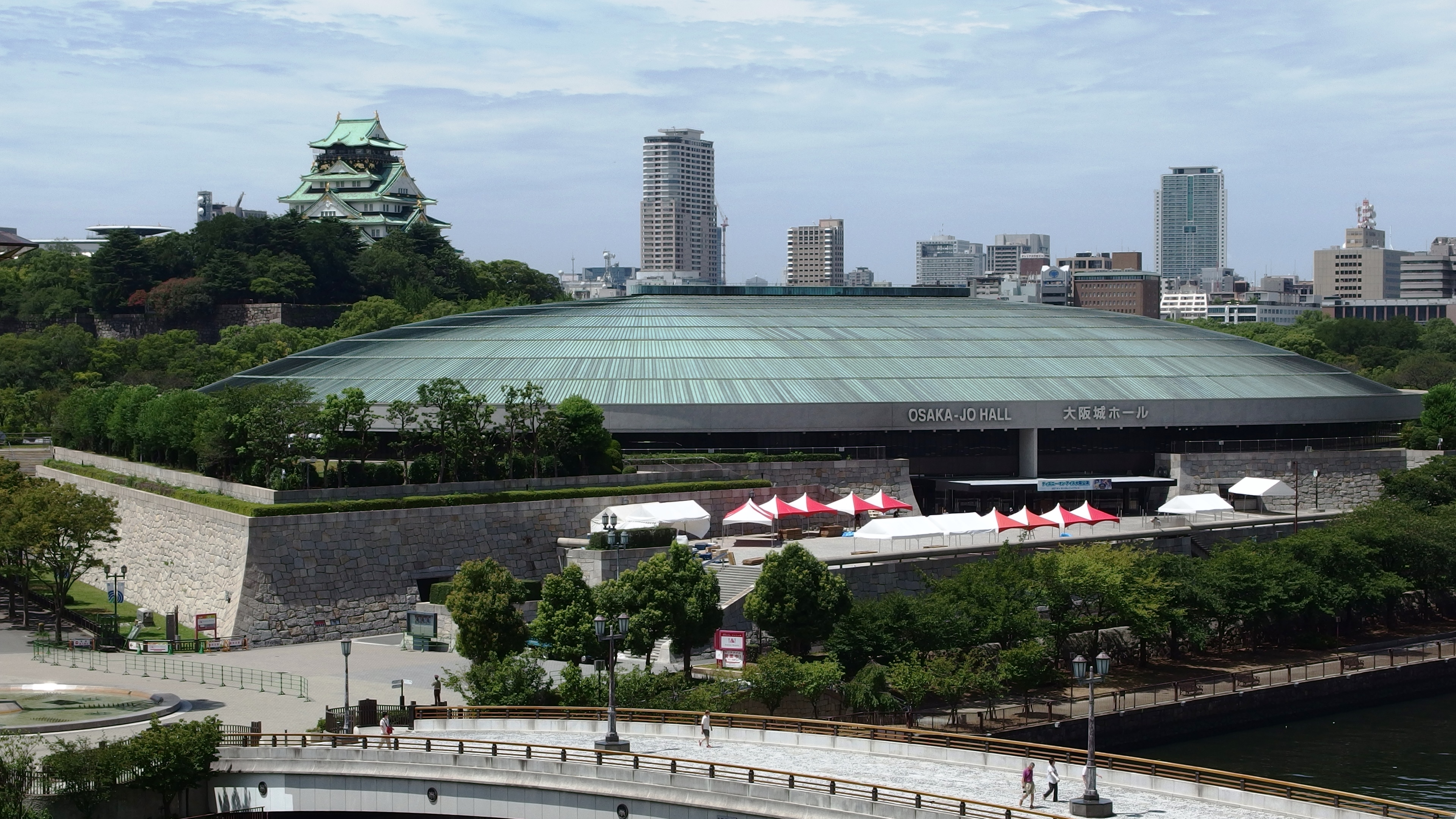
会場の大阪城ホール

## 収録曲
1. GAUZE -mode of adam-
SE曲、『GAUZE』収録曲。
2. ゆらめき
3枚同時発売1stシングルの一つ。
3. Schweinの椅子
GAUZE収録曲。
4. Unknown…Despair…a Lost
インディーズ1stシングル「JEALOUS」のc/w曲。
5. Cage
2ndシングル。
6. raison detre
GAUZE収録曲。
7. Ash
4thシングル「脈」c/w曲。
8. 304号室、白死の桜
GAUZE収録曲。
9. mazohyst of decadence
GAUZE収録曲。
今作品とライブのタイトルはこの曲中の台詞から取られた。
10. MASK
GAUZE収録曲。
11. 予感
3rdシングル。
12. 蜜と唾
GAUZE収録曲。
13. 蒼い月
MISSA収録曲。
14. 秒「」深
MISSA収録曲。
15. アクロの丘
3枚同時発売1stシングルの一つ。
16. GARDEN
MISSA収録曲。
17. 脈
本ライブで初めて披露された新曲。翌年に4thシングルとして発売された。
18. JEALOUS
インディーズ1stシングル。
19. -I'll-～残-ZAN-
インディーズ2ndシングル「-I'll-」のイントロの一部を演奏した直後に、京が「バーカ！」と叫び唐突に1stシングルの「残-ZAN-」に変わる。
CD音源に比べて長い演奏になっている。
20. -I'll-(PIANO Ver)
エンディングロール。